# Marinus II de Naples
Marinus ou Marin II de Naples (né vers 930/945 mort après 981)  fut duc de Naples vers 968 à après 981.
Marinus II de Naples est le fils aîné et successeur du duc Jean III de Naples et de son épouse la senatrix Théodora. Lorsque le Stratège grec Eugène qui vient de capturer le prince Pandolf Tête de Fer s'avance dans la principauté de Bénévent; Marinus II de Naples traditionnellement vassal des Byzantins s'empresse, afin de manifester sa soumission, de se joindre aux grecs pour dévaster le pays brûler les villages et massacrer les populations.
Il se proclame dans un diplôme en 975 eminentisimus consul et dux atque imperialis anthipatus patricius titre qu'il avait sans doute obtenu vers 970. Toutefois lors de la descente en Italie d'Othon II du Saint-Empire il le reçoit avec déférence à Naples le 4 novembre 981  dans le but de s'imposer à son rival régional Manson Ier d'Amalfi. Il aurait épousé une fille anonyme de Sergius Ier préfet d'Amalfi dont son successeur et fils putatif Serge III de Naples.